# Hydrochoerus hydrochaeris
Il capibara o idrochèro (Hydrochoerus hydrochaeris Linnaeus, 1766) è un grosso roditore caviide originario del Sud America, nonché il più grande roditore vivente al mondo.
Chiamato anche capivara (in Brasile), chigüire, nutriae, quiuit, chigüiro o fercho (in Colombia e Venezuela), carpincho (in Argentina, Paraguay e Uruguay) e ronsoco (in Perù), è un membro del genere Hydrochoerus, di cui fa parte insieme al capibara minore (Hydrochoerus isthmius). I suoi parenti più stretti includono i porcellini d'India e le cavie delle rocce, mentre altri suoi parenti più distanti sono l'agouti, il cincillà e la nutria. Il capibara abita le savane e le fitte foreste, vivendo quasi esclusivamente nei pressi di grandi specchi d'acqua. È una specie altamente sociale e può essere trovata in gruppi che possono contare fino a 100 individui, sebbene i gruppi più comuni contino circa 10-20 individui. Il capibara viene cacciato per la carne, per la pelle e per il grasso.

## Etimologia
Il suo nome comune si crede derivi dalla lingua Tupi: ka'apiûara, una complessa agglutinazione di kaá (foglia) + píi (snello) + ú (mangiare) + ara (un suffisso per i nomi d'agente) e significa "colui che mangia foglie sottili", o " mangiatore d'erba".
Il nome idrochèro deriva dal nome scientifico latino, sia hydrochoerus che hydrochaeris, deriva dal greco ὕδωρ/hydor ossia "acqua", e χοῖρος/choiros ossia "maiale o cinghiale".

## Descrizione

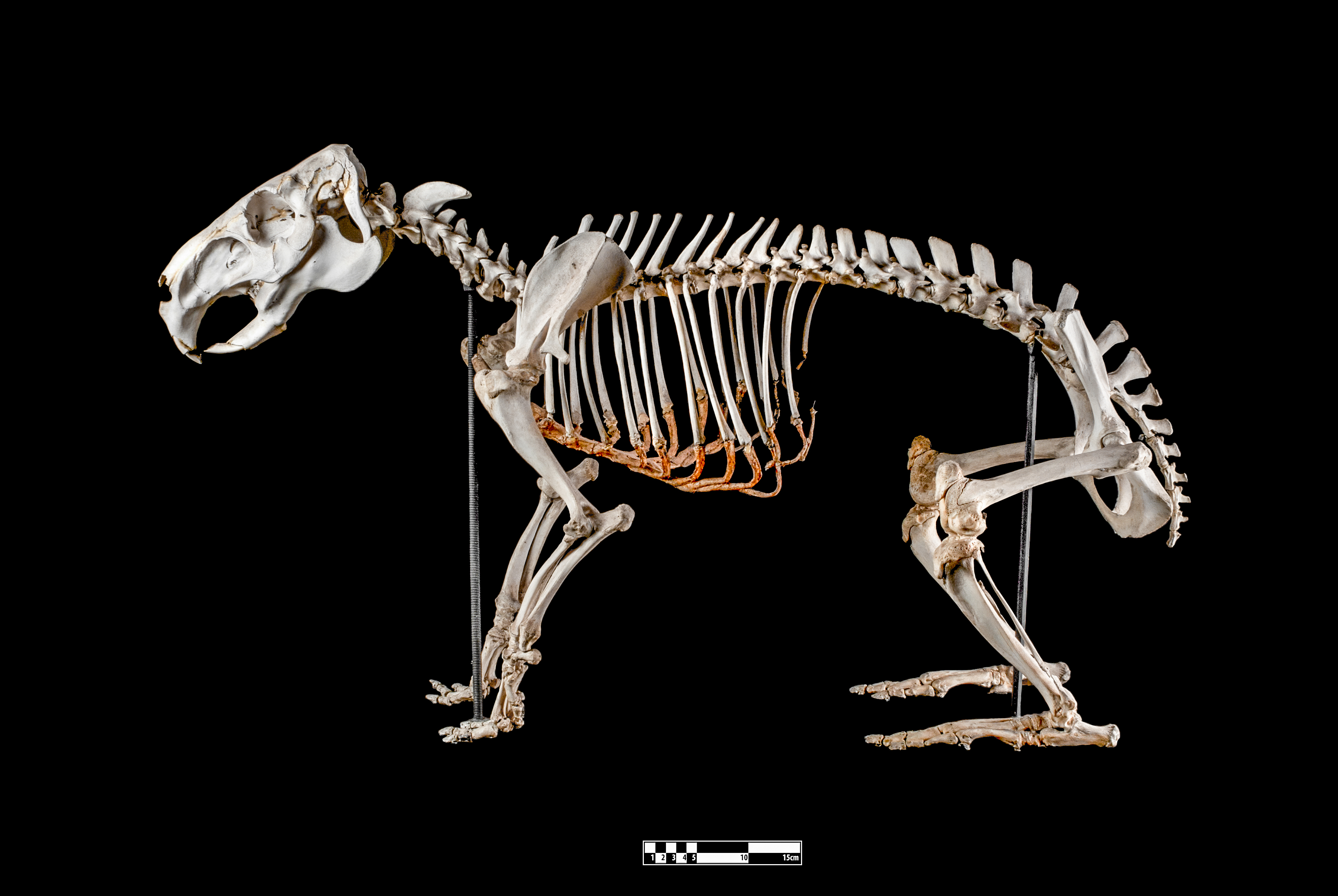
Scheletro di un capibara

Il capibara ha un corpo dai lineamenti tozzi e dalla corporatura massiccia a forma di botte ed una testa corta, con una pelliccia bruno-rossastra nella parte superiore del corpo che diventa più chiara, sul bruno-giallastro, nella parte inferiore del corpo. Le ghiandole sudoripare sono poste sulle superfici pelose del corpo, un tratto insolito tra i roditori. L'animale è privo di sottopelo (lo strato di pelliccia interno composto da peli ondulati, privi di parti lisce o punte) ed il suo pelo di guardia (lo strato superiore esterno della pelliccia) differisce poco da quello superiore.
I capibara adulti possono raggiungere dai 106 ai 134 centimetri (3,48–4,40 piedi) di lunghezza, un'altezza di 50–62 centimetri (20–24 pollici) al garrese, per un peso medio di 35–66 kg (77–146 libbre), con una media degli esemplari che vivono nei llanos venezuelani di 48,9 kg (108 libbre) Le femmine sono leggermente più pesanti dei maschi. I pesi massimi registrati sono di 91 kg (201 libbre) per una femmina selvatica del Brasile e 73,5 kg (162 libbre) per un maschio selvatico dell'Uruguay. Un individuo di 81 kg è stato avvistato a San Paolo nel 2001 o 2002. La formula dentale della specie è:
I capibara hanno piedi semi-palmati e code molto corte. Le zampe posteriori sono leggermente più lunghe delle zampe anteriori; gli arti anteriori possiedono quattro dita, dotate di unghie piatte, mentre gli arti posteriori ne possiedono solo tre. Il muso dei capibara è smussato, con il labbro superiore profondamente incisivo. Le narici, gli occhi e le piccole orecchie sono posti vicino alla sommità della testa, in modo che l'animale possa rimanere immerso, ma rimanendo vigile su ciò che lo circonda.
Il suo cariotipo ha 2n = 66 e FN = 102.

## Distribuzione e habitat

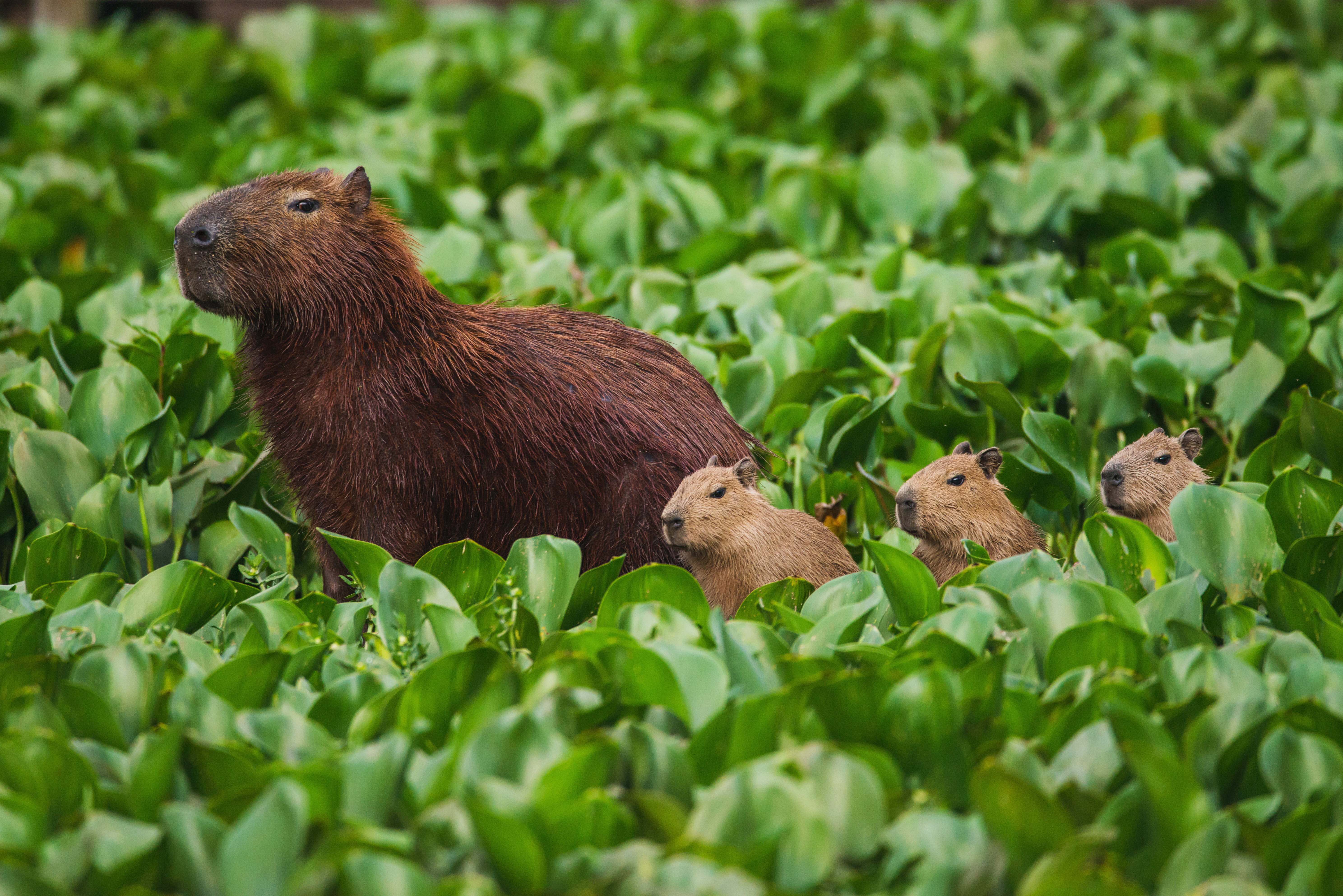
Capibara con cuccioli nel fiume Tietê, stato di San Paolo, Brasile

I capibara sono mammiferi semiacquatici presenti in quasi tutti i paesi del Sud America, tranne che in Cile. Vivono in aree densamente boschive vicino a specchi d'acqua, come laghi, fiumi, paludi, stagni e zone umide, così come nelle savane allagate e lungo i fiumi delle foreste pluviali tropicali. Sono ottimi nuotatori e possono trattenere il respiro sott'acqua fino a cinque minuti ad immersione. Alcuni esemplari hanno trovato rifugio anche negli allevamenti di bestiame. Le popolazioni più grandi di capibara possono coprire un territorio di circa 10 ettari (25 acri).
Diversi esemplari scappati da giardini zoologici o da privati possono essere avvistati nelle zone umide di tutto il mondo. Una popolazione riproduttiva è ora presente a Trinidad. Gli avvistamenti sono abbastanza comuni in Florida, sebbene una popolazione riproduttiva non sia stata ancora confermata. Nel 2011 un esemplare è stato avvistato sulla costa centrale della California.

## Tassonomia

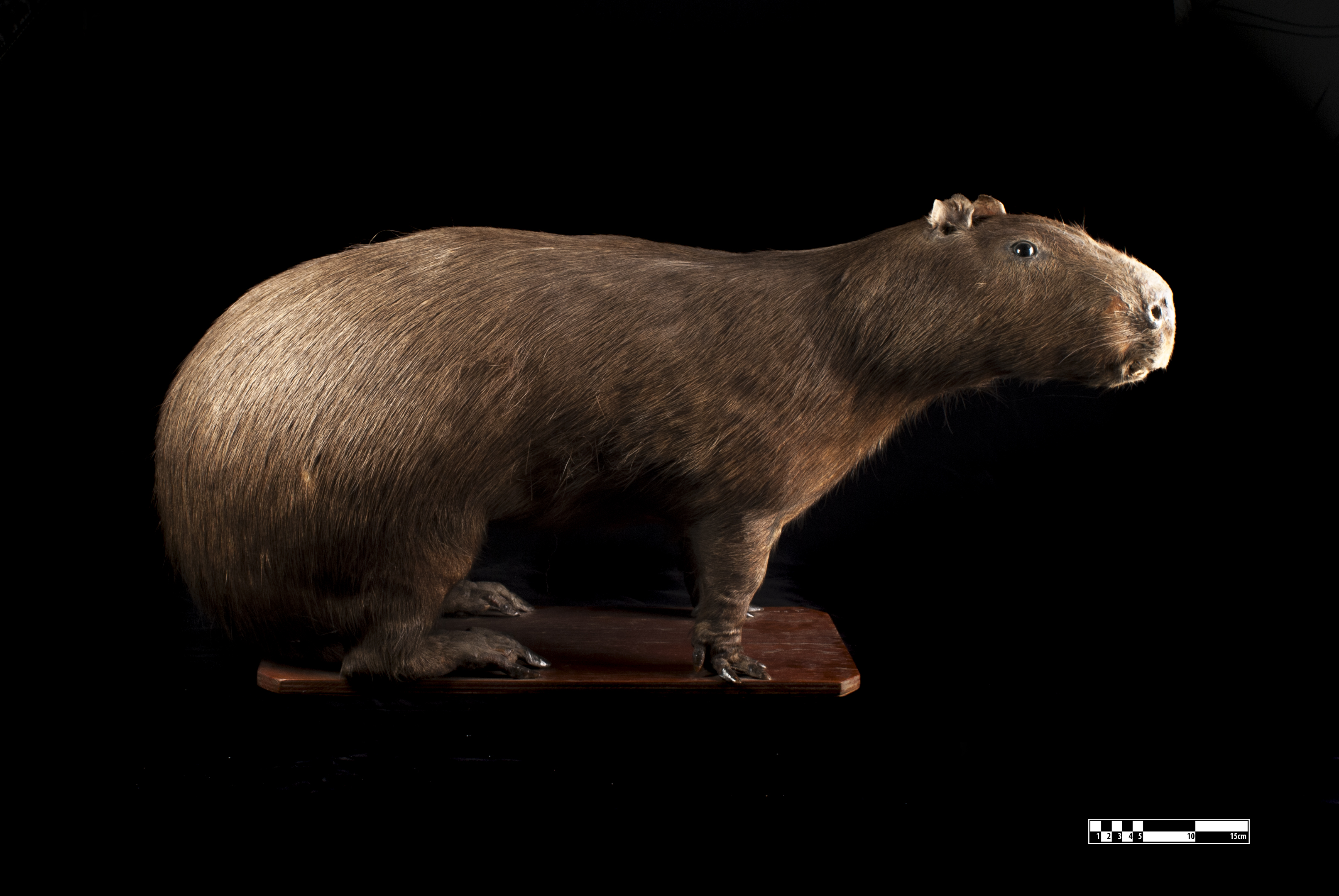
Esemplare imbalsamato di capibara

Il capibara ed il capibara minore appartengono alla sottofamiglia Hydrochoerinae, insieme alle cavie delle rocce. I capibara viventi e i loro parenti estinti furono originariamente classificati in una propria famiglia, gli Hydrochoeridae. Dal 2002, tuttavia, studi filogenetici molecolari hanno riconosciuto una stretta relazione tra Hydrochoerus e Kerodon, le cavie delle rocce, supportando il posizionamento di entrambi i generi in una sottofamiglia di Caviidae.
Le classificazioni paleontologiche utilizzavano Hydrochoeridae per tutti i capibara, mentre utilizzavano Hydrochoerinae per il genere Hydrochoerus' ed i suoi parenti fossili più prossimi, come Neochoerus, ma più recentemente hanno adottato la classificazione di Hydrochoerinae come sottofamiglia all'interno della famiglia Caviidae. Anche la tassonomia degli hydrocoerini fossili è cambiata nel tempo. Negli ultimi anni, la diversità degli hydrocoerini fossili è stata sostanzialmente ridotta. Ciò è in gran parte dovuto alla scoperta che i denti molari dei capibara attraversano forti variazioni morfologiche nel corso della vita di un individuo. In questo caso, si pensa che il materiale una volta riferito a quattro generi e sette specie sulla base delle differenze nella forma molare, rappresentino in realtà individui di età diversa di una singola specie, ossia Cardiatherium paranense. Tra le specie fossili, il nome "capibara" può riferirsi alle molteplici specie di Hydrochoerinae che sono più strettamente imparentate con il moderno Hydrochoerus che con i roditori "cardiomyini", come Cardiomys. Secondo questo concetto, i generi fossili Cardiatherium, Phugatherium, Hydrochoeropsis e Neochoerus sono tutti capibara.

## Biologia

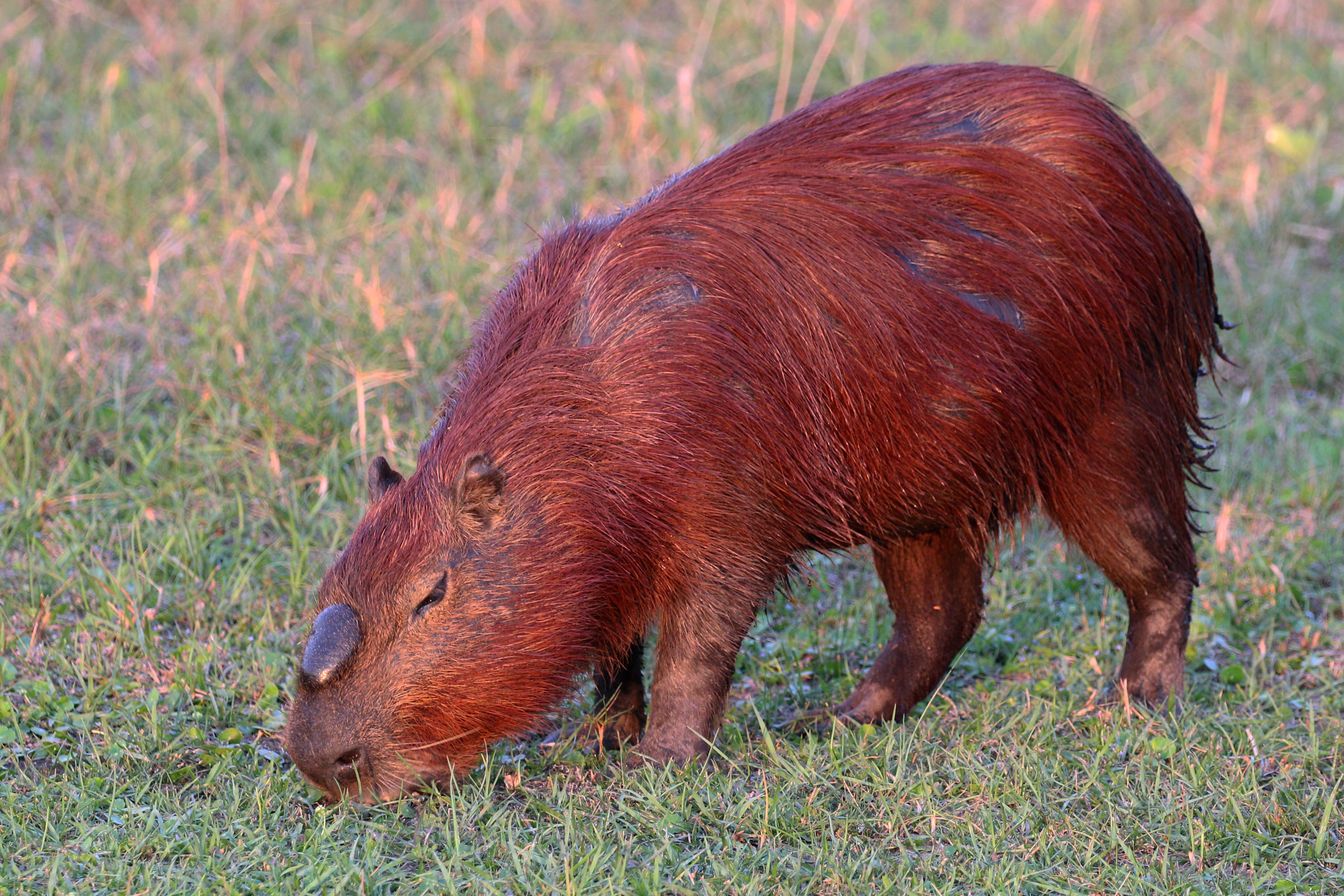
I capibara hanno una ghiandola odorosa sul naso, chiamata morrillo

I capibara sono animali gregari. Anche se alcuni individui vivono solitari, si trovano più comunemente in gruppi di circa 10-20 individui, composti da 2 a 4 maschi adulti, da 4 a 7 femmine adulte e il resto dei giovani. Durante la stagione secca, i capibara si riuniscono nelle poche zone d'acqua rimaste, formando gruppi che possono raggiungere anche i 50 o i 100 individui. I maschi stabiliscono legami sociali, dominio o consenso generale di gruppo. I capibara emettono una gran varietà di suoni, tra cui un latrato simile a quello dei cani quando sono minacciati o quando le femmine devono raggruppare i cuccioli.
I capibara hanno due tipi di ghiandole odorose; un morrillo, localizzato sul muso, e le ghiandole anali. Entrambi i sessi hanno queste ghiandole, ma i maschi hanno morrilli molto più grandi e usano le loro ghiandole anali più frequentemente. Anche le ghiandole anali dei maschi sono rivestite di peli staccabili. Una forma cristallina di secrezione di questo odore si riveste questi peli e viene rilasciata a contatto con oggetti come le piante. Questi peli hanno un segno olfattivo più duraturo che può essere rintracciato dagli altri capibara. I capibara segnano il territorio strofinando i loro morrillo sugli oggetti o camminando sul fogliame caduto e contrassegnandolo con le ghiandole anali. I capibara possono diffondere ulteriormente il loro odore urinando; tuttavia, le femmine di solito segnano senza urinare e annusano meno frequentemente dei maschi in generale. Le femmine segnano il territorio più spesso durante la stagione delle piogge quando sono in estro. Oltre agli oggetti, i maschi odorano anche le femmine.

### Dieta

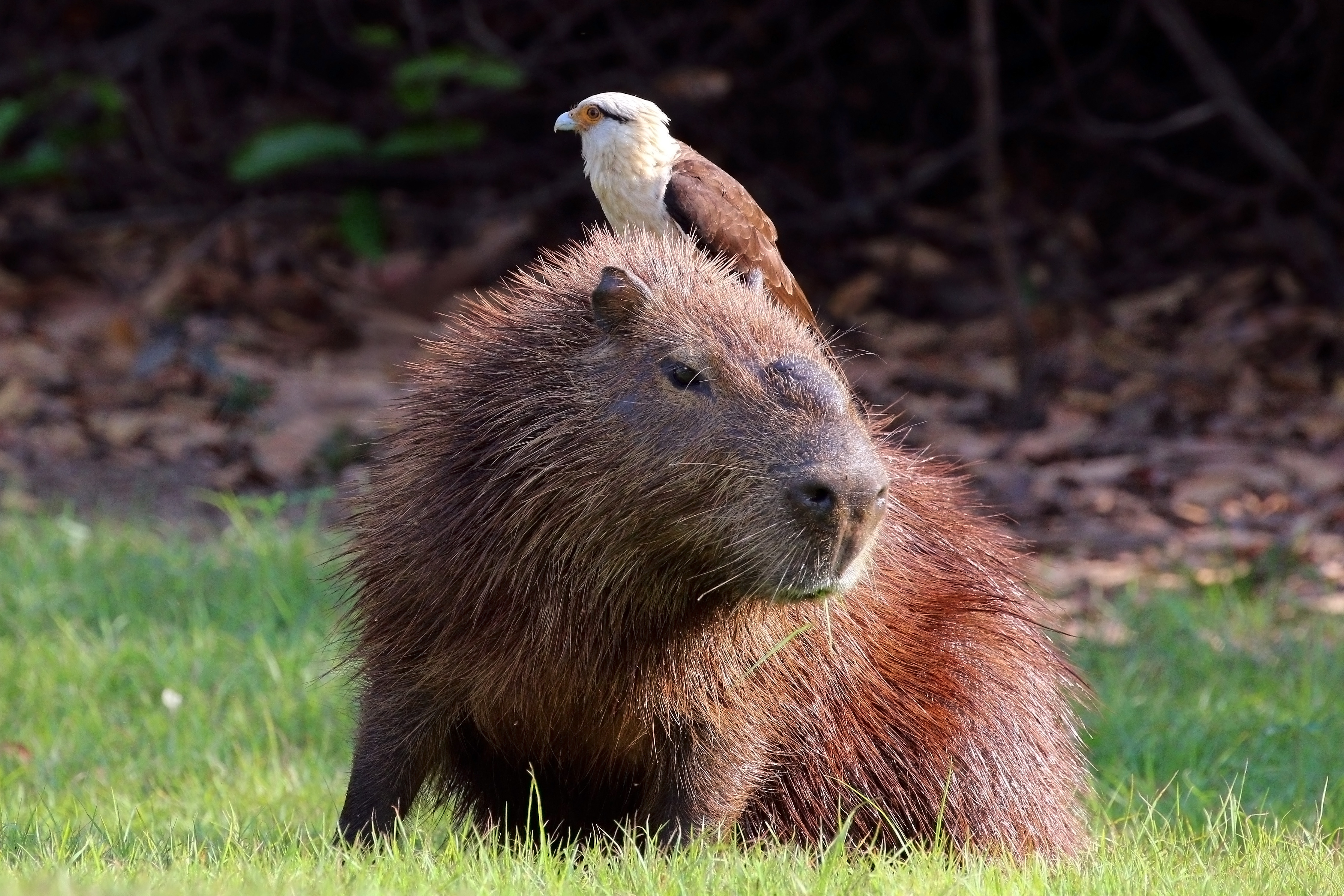
Un caracara testagialla sopra un capibara

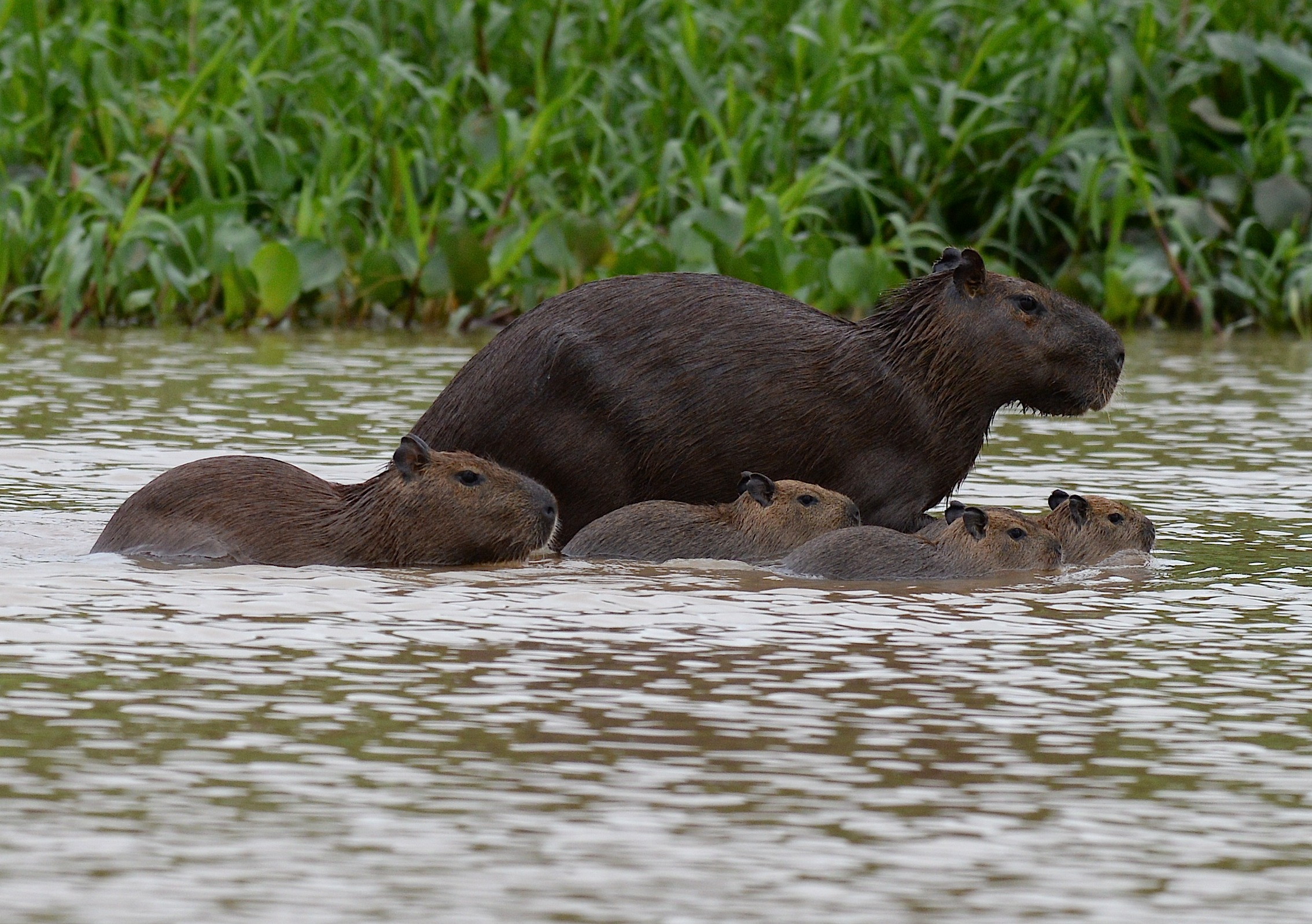
Una famiglia di capibara mentre nuota

I capibara sono erbivori, nutrendosi principalmente di erbe e piante acquatiche, così come frutta e corteccia degli alberi. Oltre alle piante acquatiche, la loro dieta comprende anche mais (Zea mays), cortecce, tuberi, canna da zucchero (Saccharum officinarum) e altri vegetali. Sono erbivori molto selettivi nutrendosi delle foglie di una singola specie, ignorando completamente le altre specie che la circondano. Si nutrono, tuttavia, di una maggiore varietà di piante durante la stagione secca, a causa della scarsa presenza di vegetazione fresca. Mentre durante la stagione delle piogge si nutrono maggiormente d'erba, durante la stagione secca la loro dieta passa alle più comuni ed abbondanti canne e giunchi di fiume. Le piante che i capibara mangiano durante l'estate perdono il loro valore nutritivo in inverno, quindi non vengono consumate in quel momento. Il cardine della mascella del capibara non è perpendicolare, quindi masticano il cibo macinando avanti e indietro piuttosto che lateralmente. I capibara sono autocoprofagi, ossia possono nutrirsi delle proprie feci come fonte di flora batterica intestinale, per aiutare a digerire la cellulosa dell'erba che costituisce la loro normale dieta e per estrarre il massimo delle proteine e delle vitamine dal loro cibo. Possono anche rigurgitare il cibo per masticarlo di nuovo, in modo simile al ruminare dei bovini. Come in tutti i roditori, i denti anteriori dei capibara crescono continuamente per compensare la costante usura dovuta al consumo di erbe; anche i loro denti posteriori crescono continuamente.
Come il suo parente, la cavia, il capibara non ha la capacità di sintetizzare la vitamina C, ed è stato osservato che i capibara che non integrano la vitamina C in cattività sviluppano malattie gengivali, come segni di scorbuto.
I capibara hanno una vita media di 8-10 anni, ma vivono meno di quattro anni in natura a causa della predazione di giaguari, puma, ocelotti, aquile e caimani. Il capibara è anche la preda preferita dell'anaconda verde.

### Riproduzione

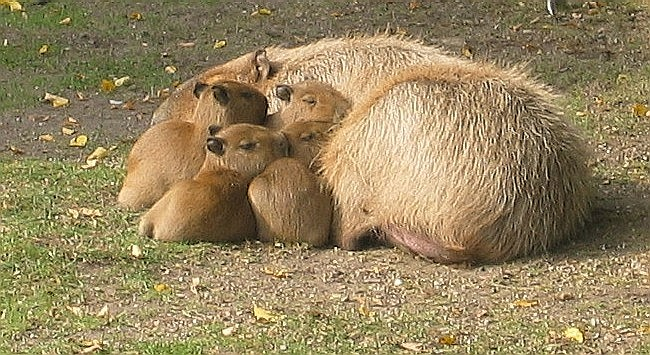
Una madre con i suoi quattro cuccioli

Le femmine raggiungono la maturità sessuale al quindicesimo mese. Quando sono in estro, l'odore delle femmina cambia leggermente e i maschi vicini iniziano a seguirlo. Inoltre, le femmine avvertono i maschi che sono in estro emettendo dei fischi con il naso. Durante l'accoppiamento, la femmina ha il vantaggio e la scelta di accoppiamento. I capibara si accoppiano solo in acqua e se una femmina non vuole accoppiarsi con un certo maschio, si immerge o torna sulla terraferma. I maschi dominanti sono altamente protettivi nei confronti delle femmine, ma di solito non possono impedire a tutti i maschi subordinati di copulare. Più grande è il gruppo, più difficile è per il maschio controllare tutte le femmine. I maschi dominanti si assicurano un numero significativamente maggiore di accoppiamenti rispetto a ciascun maschio subordinato, sebbene i maschi subordinati, come classe, sono responsabili di più accoppiamenti di ogni maschio dominante. La durata dello sperma del capibara è più lunga di quella degli altri roditori.
Le femmine si accoppiano una volta all'anno, e la gestazione dura circa 130-150 giorni, e la cucciolata è composta solitamente da quattro cuccioli, sebbene una femmina ne possa partorire fino a otto in una singola cucciolata. Il parto avviene a terra e la femmina si ricongiunge al gruppo entro poche ore dopo la nascita. I cuccioli pesano intorno ai 700 grammi, sono già in grado di camminare e si ricongiungono al gruppo. Entro una settimana, i piccoli sono già in grado di nutrirsi di erba, sebbene continueranno a succhiare il latte (da qualsiasi femmina del gruppo) fino allo svezzamento intorno alle 16 settimane di vita. I giovani formano un gruppo all'interno del gruppo principale. Il capibara è stato osservato praticare alloparenting, dove degli individui si prendono cura di cuccioli a cui non sono imparentati ma che fanno parte dello stesso gruppo. I picchi riproduttivi si verificano tra aprile e maggio, in Venezuela, e tra ottobre e novembre, nel Mato Grosso, Brasile.

### Comportamento

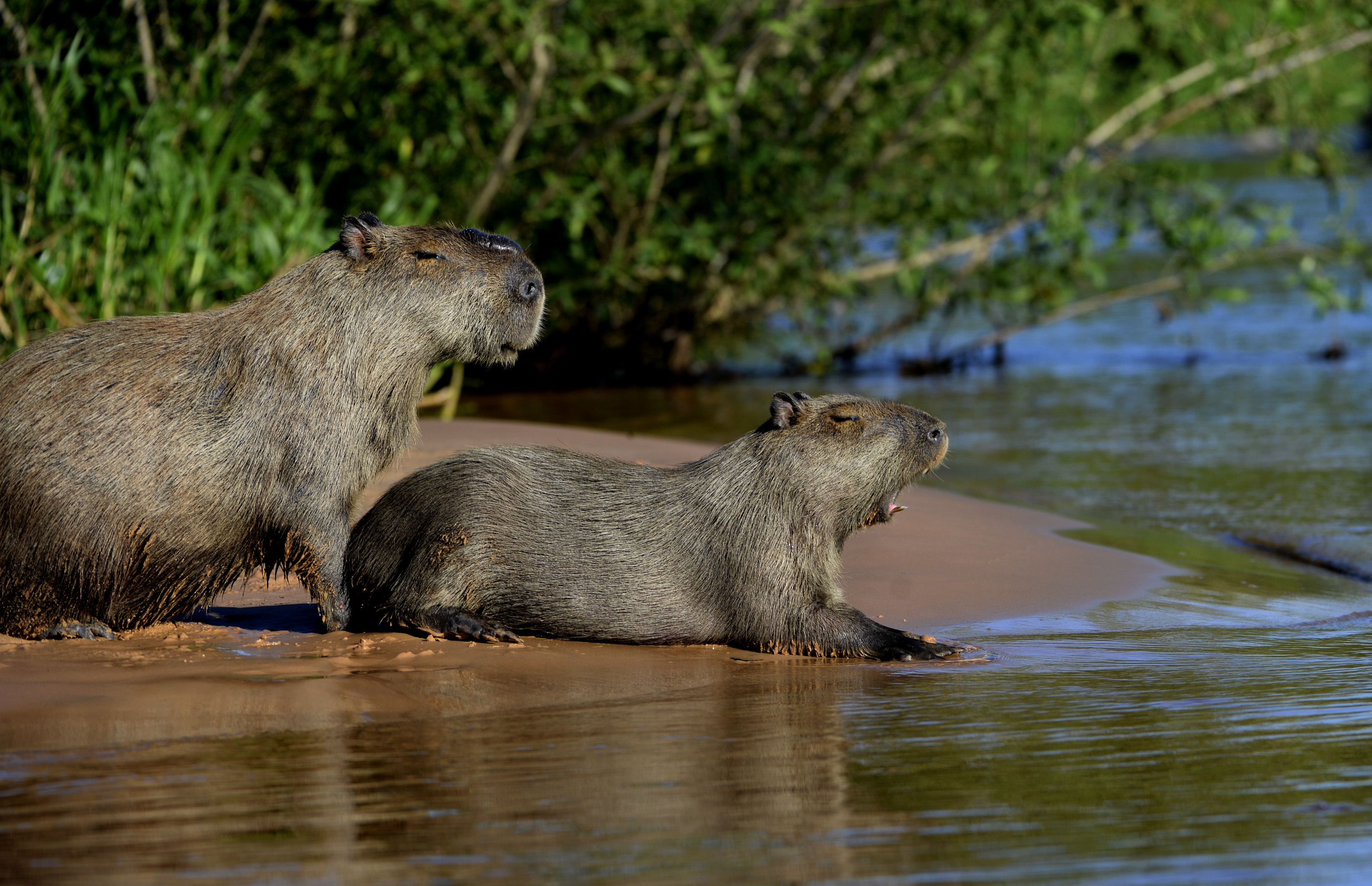
Due esemplari sulle rive del Pantanal

Anche se abbastanza agili sulla terra, i capibara sono ugualmente a loro agio nell'acqua. Sono eccellenti nuotatori e possono rimanere completamente sommersi fino a cinque minuti, un'abilità che usano per eludere i predatori e per ricercare il cibo. Possono anche dormire sott'acqua, lasciando emergere solo il naso, le orecchie e gli occhi. Durante le prime ore del giorno, quando le temperature aumentano, restano nei pressi o dentro l'acqua, uscendo per pascolare durante il pomeriggio e nel crepuscolo. Sono di indole molto tranquilla e socievole e trascorrono le ore diurne pascolando o rotolandosi nelle pozze fangose, oppure standosene per lungo tempo seduti immobili sulla sponda di un fiume, assumendo il tipico aspetto da sfinge e guardandosi intorno di continuo. Dotati di udito e olfatto finissimi difficilmente si lasciano sorprendere dai loro predatori: al minimo accenno di pericolo saltano in acqua, si allontanano dalla sponda e spesso finiscono per andare a nascondersi in mezzo alla vegetazione fluttuante. Dopo aver pascolato nelle ore serali, si riposano verso la mezzanotte e poi continuano a pascolare prima dell'alba.

## Conservazione
I capibara non sono considerati una specie minacciata; la loro popolazione è stabile nella maggior parte dell'area sudamericana, sebbene in alcune aree la caccia abbia ridotto il loro numero.
I capibara sono cacciati per la loro carne e per le loro pelli e talvolta vengono uccisi dagli allevatori che li vedono come una competizione per il bestiame per i pascoli. In alcune aree sono allevati, il che ha l'effetto di garantire la protezione degli habitat delle zone umide. La loro sopravvivenza è aiutata anche dalla loro capacità di riprodursi rapidamente.
I capibara si sono ben adattati all'urbanizzazione in Sud America. Si trovano in molti zoo e parchi e possono vivere fino a 12 anni in cattività, più del doppio del loro ciclo vitale in natura che sarebbe di circa 4-5 anni. Il loro comportamento docile e tranquillo consente anche alle persone di avvicinarsi a questi animali ed accarezzarli e nutrirli a mano, sebbene il contatto fisico sia normalmente scoraggiato, poiché le loro zecche possono essere vettori della febbre maculosa delle Montagne Rocciose.
La European Association of Zoos and Aquaria ha chiesto al Drusillas Park di Alfriston, Sussex, in Inghilterra, di tenere il libro genealogico dei capibara, per monitorare le popolazioni in cattività in Europa. Il libro genealogico include informazioni su tutte le nascite, le morti e gli spostamenti dei capibara in cattività in Europa, nonché dei suoi più stretti parenti.

### Allevamento e domesticazione

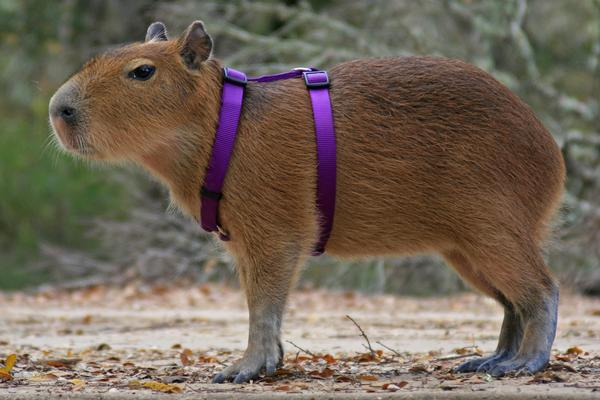
Un capibara domestico in Texas

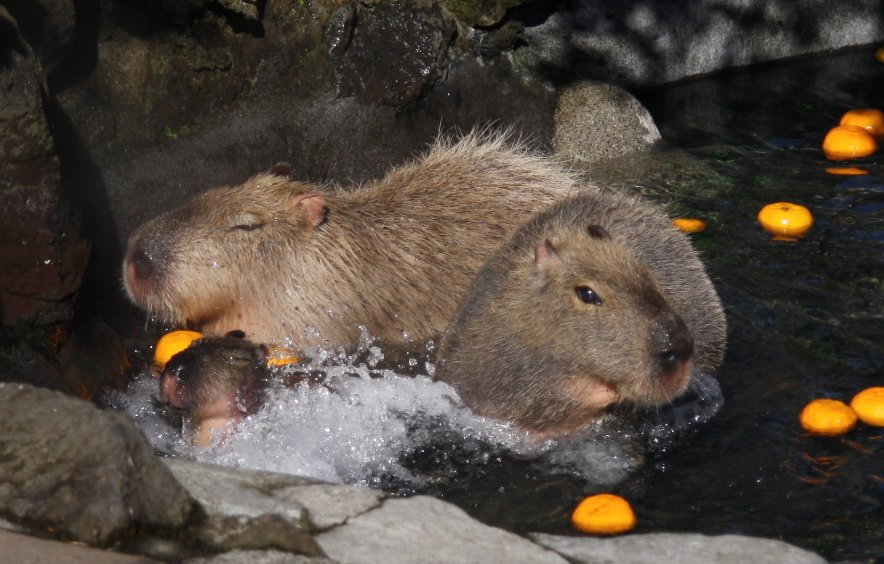
Capibara in un onsen, all'Izu Shaboten Park, Giappone

Il comportamento mite del capibara e la bontà delle sue carni hanno indotto le popolazioni intorno al fiume Paraná, nel Brasile meridionale, in Uruguay e nell'Argentina settentrionale, a catturarlo per servirsene come animale da compagnia e occasionalmente per cibarsene. La sua carne è simile a quella del maiale per aspetto e sapore. Viene anche cacciato per la pelle e le setole, usate in pelletteria.
Nel XVIII secolo la Chiesa cattolica, per venire incontro alle esigenze degli indios del Sud America, decise di omologare la carne di capibara al pesce e di consentirne il consumo durante la Quaresima. Il pretesto per una tale decisione fu la considerazione che il capibara passa la maggioranza del suo tempo in acqua; tuttavia le ragioni furono eminentemente politiche. I capibara venivano infatti cacciati dai coloni europei perché devastavano le piantagioni, senza però che fossero utilizzati o consumati in alcun modo: il pelo è troppo rado per farne pellicce, le pelli troppo spugnose, la carne grassa ed insipida. Tuttavia erano apprezzati dagli indios, che li avevano sempre cacciati per cibarsene e godevano ora di questa abbondanza gratuita. La stessa abbondanza di capibara uccisi ed inutilizzati rendeva però il precetto del digiuno quaresimale imposto dalla dottrina cattolica poco sopportabile e poco comprensibile alla cultura degli indios convertiti; i Gesuiti missionari suggerirono quindi alla Chiesa, al fine di evitare rivolte ed apostasie, di consentire il consumo della carne del roditore. Il suggerimento fu accolto, rendendo il capibara una delle più inusuali deroghe alla regola di astinenza dalle carni.
In Venezuela l'allevamento dei capibara è fiorente e la produzione annuale delle sue carni si aggira intorno alle 400 tonnellate.
Sebbene sia illegale in alcuni stati, i capibara sono occasionalmente tenuti come animali domestici negli Stati Uniti, sebbene siano animali piuttosto difficili da mantenere a causa della necessità di ampi spazi, la presenza di un grande specchio d'acqua e la necessità di alloggiare più animali insieme. In Italia dal 1996 la detenzione di capibara da parte di privati è proibita per legge, perché specie inserita nell'elenco delle specie selvatiche e pericolose (Decreto Ministeriale DM 19/04/96, allegato A, per la salvaguardia degli animali selvatici).
In Giappone, seguendo l'esempio del Parco Izu Shaboten nel 1982, diversi stabilimenti e zoo che allevano capibara hanno adottato la pratica di farli rilassare negli onsen durante l'inverno. Sono visti come un'attrazione dai giapponesi. I capibara sono diventati molto famosi in Giappone grazie al popolare personaggio dei cartoni animati Kapibara-san.